# Caballo Negro (1812)
El bote ballenero Caballo Negro fue un buque corsario al servicio de las Provincias Unidas del Río de la Plata durante la lucha por la independencia.

## Historia
El Caballo Negro, construido en Buenos Aires y antigua propiedad de Carlos Allsop, en 1812 fue adquirido por el vecino y ciudadano naturalizado Roberto Billinghurst y dedicado al comercio con la Banda Oriental, fundamentalmente de cueros y sebo, al mando de un patrón y tripulada por entre 3 y 7 marineros.
Capturado por buques de Montevideo durante un viaje comercial, fue trasladado a puerto y le fue retirado el timón para impedir su salida. No obstante pudo ser represado por Guillermo Brown a principios de 1814 tras un intento frustrado de Brown de recapturar al queche Hiena, tomado por los realistas en la sublevación de Carmen de Patagones y armado en "corso y mercancía" junto a la goleta Hope, de su propiedad.
Tras su asalto frustrado, en la noche del 11 de enero de 1814 Brown debió refugiarse en Colonia del Sacramento, plaza patriota al mando de Blas Pico, perseguido por el bergantín Cisne y el falucho Fama. En la noche del 12 Brown salió con la Hope y el Caballo Negro en busca del Cisne con el objetivo de abordarlo, pero no pudo encontrarlo por haber cambiado de fondeadero. Al regresar a su base, en la mañana, pudo sin embargo capturar a la goleta Nuestra Señora del Carmen y a la balandra San José y Ánimas, provenientes de la isla Martín García y cargadas de maderas para Montevideo, a sus trece tripulantes y armamento completo, los que fueron entregados por Brown al comandante de la Ensenada de Barragán.
Iniciadas en marzo de 1814 las operaciones de la Campaña Naval de 1814 al mando del ahora teniente coronel de marina Guillermo Brown, el Caballo Negro fue fletado para cumplir tareas de apoyo a la escuadra al mando del patrón Eduardo Shaw y quedó muy dañado (posiblemente incluso se perdió) durante una misión en abril de ese año.
Su dueño original, Billinghurst, inició el 5 de julio un reclamo de indemnización ante el gobierno patriota que fue atendido favorablemente.